# Carl Hintze
Carl Adolf Ferdinand Hintze (17. august 1851 i Breslau — 28. december 1916 sammesteds) var en tysk mineralog. 
Hintze var professor i krystallografi og mineralogi ved Universitetet i Breslau fra 1886 til sin død. Hans hovedfortjeneste er udgivelsen af Handbuch der Mineralogie, langt den fyldigste håndbog i denne videnskab; begyndt at udkomme 1889, var den endnu ikke afsluttet ved hans død.